# Kwartnik

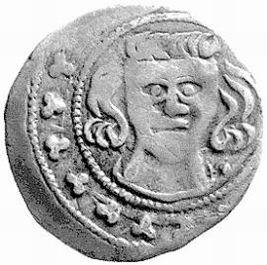
Kwartnik, Vorderseite

Kwartnik (Viertelstück) oder Polgrosze (Halbgroschen) war die Bezeichnung für die gebräuchlichste Silbermünze in Polen während des 14. und 15. Jahrhunderts.
Die Münze wurde erstmals unter Kasimir III. (Polen) (1310–1370) geprägt. Der Kwartnik galt ein Viertel der Gewichtseinheit oder Rechenmünze Schot, Schoter oder Skot (ein Schot galt wiederum als der 24. Teil einer feinen Mark und entsprach daher etwa einem Gewicht von knapp 10 g). Das Münzbild zeigte zuerst Kasimir mit Zepter auf der Vorderseite (Avers) und auf der Rückseite (Revers) den polnischen Adler, später variiert das Münzbild und die Münze verbreitet sich über den ganzen mittelosteuropäischen Raum.